# Чиркова, Тамара Васильевна
Тамара Васильевна Чиркова (род. 07.06.1932) — доктор биологических наук, профессор.

## Биография
Т. В. Чиркова родилась в Ленинграде в семье учёного.
В 1956 году она окончила Ленинградский государственный университет с отличием по специальности «физиология растений», после чего стала работать в лаборатории биохимии Всесоюзного института защиты растений, во Всесоюзном институте фитопатологии. В 1963 году Тамара Васильевна окончила аспирантуру на кафедре физиологии и биохимии растений Ленинградского государственного университета.
В 1964 году Тамара Васильевна защитила кандидатскую диссертацию на тему: «О роли листьев в обеспечении кислородом корней растений различных условий местообитания» и с 1965 года стала ассистентом, а затем — доцентом кафедры физиологии и биохимии растений.
В 1984 году состоялась защита ее докторской диссертации на тему «Метаболические пути приспособления растений к анаэробиозу», а в 1988 году Чиркова получила аттестат профессора кафедры, где она работала.
Основным научным направлением, которым она занималась, была физиология стресса, адаптации, устойчивости растений к неблагоприятным факторам среды.
Тамара Васильевна также была научным руководителем научно-исследовательской группы «Физиология стресса и адаптации растений». Стаж её педагогической деятельности — 43 года.

## Научные публикации
- Чиркова Т. В. Роль клеточных мембран в устойчивости растений к недостатку кислорода. // Успехи соврем. биол. 1983. Т. 95, № 1. С. 44-56.
- Чиркова Т. В. «Пути адаптации растений к гипоксии и аноксии». Л.: Изд-во Ленинградского университета, 1988.
- Семихатова О. А., Чиркова Т. В. «Физиология дыхания растений». Учебное пособие. Изд-во Санкт-Петербургского университета. 2001
- Полевой В. В., Чиркова Т. В., Лутова Л. А. и др. «Практикум по росту и устойчивости растений». Изд-во Санкт-Петербургского университета. 2001.
- Чиркова Т. В. «Физиологические основы устойчивости растений». Изд-во Санкт-Петербургского университета. 2002.

## Награды
- Почётное звание «Заслуженный деятель науки и образования РАЕ»
- Почётное звание «Основатель научной школы»[1]
- Медаль "За оборону Ленинграда"[2]